# قارورة تل سيران
قارورة تل سيران، هي قارورة تعود للعصر الحديدي الثاني (600 ق.م.)، عُثر عليها في تل سيران الذي يقع داخل حرم الجامعة الأردنية في الجهة الجنوبية الشرقية منها تحديداً، حيث أنشئ مبنى كلية الهندسة في مطلع عقد السبعينيات من القرن العشرين.
عُثر على القارورة أثناء أعمال الحفر لإقامة مبنى كلية الهندسة عام 1972، مع لقى أثرية من عصور مختلفة. عرضت القارورة في متحف الآثار الأردني في جبل القلعة، ثمّ نُقلت إلى متحف الأردن.

## وصف القارورة
قارورة تل سيران مصنوعة من مادة النحاس، طولها 10سم وتحتوي على انبعاجة يعتقد أنها وجدت قبل النقش. كانت القارورة مغلقة بطريقة محكمة باستخدام غطاء في فوهتها، وُجد بداخلها بذور قمح وشعير مكربنة بالإضافة لبعض الأعشاب، ولقد نُقش على جدارها الخارجي ثمانية أسطر مكونة من 92 حرفاً.
تشير اللوحة التعريفية للقطعة في متحف الأردن إلى أن ترجمة الأسطر الثمانية هي كما يلي:
ما عمل عمينداب ملك بني عمون، ابن هصل ملك بني عمون، ابن عمينداب ملك بني عمون، عمل كرماً وبستاناً ومعبداً وصهاريج
ليفرح وينعم بأيام عديدة وسنين طويلة.